# Polyscias paniculata
Polyscias paniculata är en araliaväxtart som först beskrevs av Dc., och fick sitt nu gällande namn av Baker. Polyscias paniculata ingår i släktet Polyscias och familjen Araliaceae. Inga underarter finns listade.